# جوزيه لويس راموس إسكوبار
جوزيه لويس راموس إسكوبار (بالإسبانية: José Luis Ramos Escobar)‏ (19 ديسمبر 1950 في الولايات المتحدة)؛ كاتب مسرحي وروائي أمريكي.